# Sophie Deicha
Pour les articles homonymes, voir Deicha.
Sophie Deicha (née en 1955 en France) est une théologienne orthodoxe, l'une des premières femmes professeurs à l'Institut de théologie orthodoxe Saint-Serge à Paris. C'est une personnalité marquante dans le dialogue interconfessionnel. Elle fut pendant de nombreuses années membre de la Commission Permanente « Foi et Constitution » du Conseil œcuménique des Églises. Elle y représentait le Patriarcat œcuménique de Constantinople.  

## Biographie
Sophie Deicha est née dans une famille orthodoxe d'origine russe. Après des études de slavistique et de théologie, elle a travaillé en tant que catéchiste à Paris.
Elle est représentante orthodoxe lors du Rassemblement œcuménique européen (KEK et CCEE) à Bâle en 1989, auprès de la KEK à Prague en 1992 et lors du Conseil œcuménique des Églises en 1993, à Saint-Jacques de Compostelle et Harare en 1998 .

## Carrière professorale
Sophie Deicha fut la première femme en France à  enseigner l'hagiologie orthodoxe à partir de 1988.   
Elle enseigna également l'histoire et les langues et fut l'une des premières à l'institut Saint-Serge à introduire de nouvelles méthodes didactiques comme les méthodes audiovisuelles et l'Enseignement assisté par ordinateur. Elle participa au développement de l'enseignement par correspondance.  
Ses publications sont couramment utilisées en France comme à l'étranger par les jeunes générations de professeurs de théologie. Son polycopié qui avait paru à l'occasion du Millénaire du baptême de la Russie est régulièrement réédité depuis plus de trente ans et est devenu un ouvrage de référence.  

## Contributions à la théologie
À partir des années 1980 Sophie Deicha travaille à faire connaître certains aspects de  la sainteté orthodoxe au public occidental. À cette occasion elle s'intéressa également à des personnalités historiques qui  à l'époque ne figuraient pas encore au calendrier des saints, notamment Silouane l'athonite , mère Marie Skobtsova  , Mgr. Nicolas Vélimirovitch. À partir de 1989, Sophie Deicha participe régulièrement aux travaux des conférences patristiques d'Oxford, à l'occasion desquelles elle publia entre autres une étude sur le Métropolite Philarète de Moscou qui est régulièrement citée par les spécialistes .  
Postérieurement à ces études, ces personnalités ont été proclamés comme Saints par l'Église Orthodoxe .

## Ouvrages
Sophie Deicha est l'auteure de près d'une douzaine d'ouvrages dont certains en collaboration avec des spécialistes d'autres confessions. 
Ses ouvrages pédagogiques pour l'enseignement supérieur sont restés en usage pendant plusieurs décennies : le Cours d'Hagiologie Vol 1  commence par les saints les plus récents pour remonter aux temps apostoliques ; Un deuxième ouvrage également adapté aux séquences d'enseignements de deux heures traite de la sainteté orthodoxe dans le bassin du Pacifique nord (Cours d'hagiologie Vol.2). Pour l'enseignement des enfants elle a produit des livres utilisables pour le catéchisme :  en allemand : Icônes des douze fëtes  qui a été traduit en russe, en grec et en  serbe . 
Ses ouvrages scientifiques abordent des domaines variés: en allemand : Tour d'horizon œcuménique, en anglais : Le concept de nature en sciences et en théologie et Voix de femmes et  visions de l'Église,  en français : La vie et l'œuvre de Georges Peskoff,  Le retour des anges et Constantinople aux portes de l'Europe.

## Citations dans des répertoires biographiques
Plus de détails bibliographique se trouvent dans les dictionnaires anglais ou américains des auteurs d'œuvres contemporaines, des intellectuels, des femmes célèbres et de 5000 personnalités de ce monde 